# WPunkt
wPunkt – polskojęzyczny serwis informacyjno-publicystyczny, ukazujący się od 2020 roku. Redaktorem naczelnym jest Michał Piękoś.

## Cele i działalność
Misją wPunkt, zdaniem założycieli, jest budowanie masowego, multiplatformowego medium skupionego na wiadomościach ze świata polityki. Publicyści wPunkt często podejmują tematykę osób wykluczonych, praw lokatorskich oraz związków zawodowych. Hasłem serwisu jest: “Wszystko o polityce z Polski i ze świata. Zawsze po stronie prawdy.” 
Średnio w miesiącu serwis wPunkt.online odwiedza około ćwierć miliona unikalnych użytkowników.

## Zespół redakcyjny
Stanowisko redaktora naczelnego piastuje Michał Piękoś. Sekretarzem redakcji jest Mikołaj Lipiński. Za poszczególne działy odpowiadają: Jędrzej Włodarczyk (dział Świat), Matylda Szpila (publicystyka), Michał Konarski (dział Polska).
Do stałych współpracowników należą m.in. Małgorzata Kowalska, Jerzy Kochan, Małgorzata Fraser oraz Jolanta Banach.

## Telewizja wPunkt
Od 2021 roku wPunkt prowadzi telewizję internetową. Ramówkę stanowią przede wszystkim programy publicystyczne o tematyce politycznej i społecznej. Swoje programy autorskie prowadzą między innymi Jan Śpiewak i Piotr Ikonowicz oraz Zuzanna Dąbrowska.